# Contestation en Jordanie en 2011-2012
La contestation en Jordanie en 2011-2012 débute le 7 janvier 2011, s'inscrivant dans le climat révolutionnaire en Tunisie, révolution démocratique dans plusieurs pays arabes et touchant d'autres États du monde. Comme en Tunisie puis en Égypte, les manifestants demandent avant tout un changement de leurs conditions de vie matérielles qui passe par un changement politique durable, plus de libertés, de démocratie et le respect des droits de l'Homme ainsi que la lutte contre le chômage et l'arrêt de l'inflation. 
Les manifestations n'ont pas la même ampleur qu'en Égypte ou en Tunisie et ne touchent pas la personnalité du Roi, arrivé sur le trône en février 1999.

## Contexte
Les manifestations ont pour cause immédiate la hausse des prix des denrées alimentaires et la baisse du niveau de vie. Le pays doit faire face à un déficit record de deux milliards de dollars, et à une inflation qui avoisine 6 % en décembre 2010. Le chômage, surtout parmi la population d'origine palestinienne atteint 30 % de la population active, et les impôts augmentent.
Le pays est traditionnellement en proie à des situations difficiles, surtout depuis la répression de septembre noir, en 1970. Les tribus bédouines sont fidèles à la dynastie hachémite, mais la moitié de la population du pays est désormais d'origine palestinienne et s'estime discriminée.[réf. nécessaire] Le roi Abdallah est cependant une personnalité respectée ; les attaques de l'opposition populaire prennent donc pour cible les hauts fonctionnaires accusés de concussion et l'épouse (d'origine palestinienne) du roi, jugée comme trop dépensière et au style trop occidental. De plus le roi Abdallah est, comme son père, un allié fidèle des États-Unis.

## Manifestations et réplique du régime

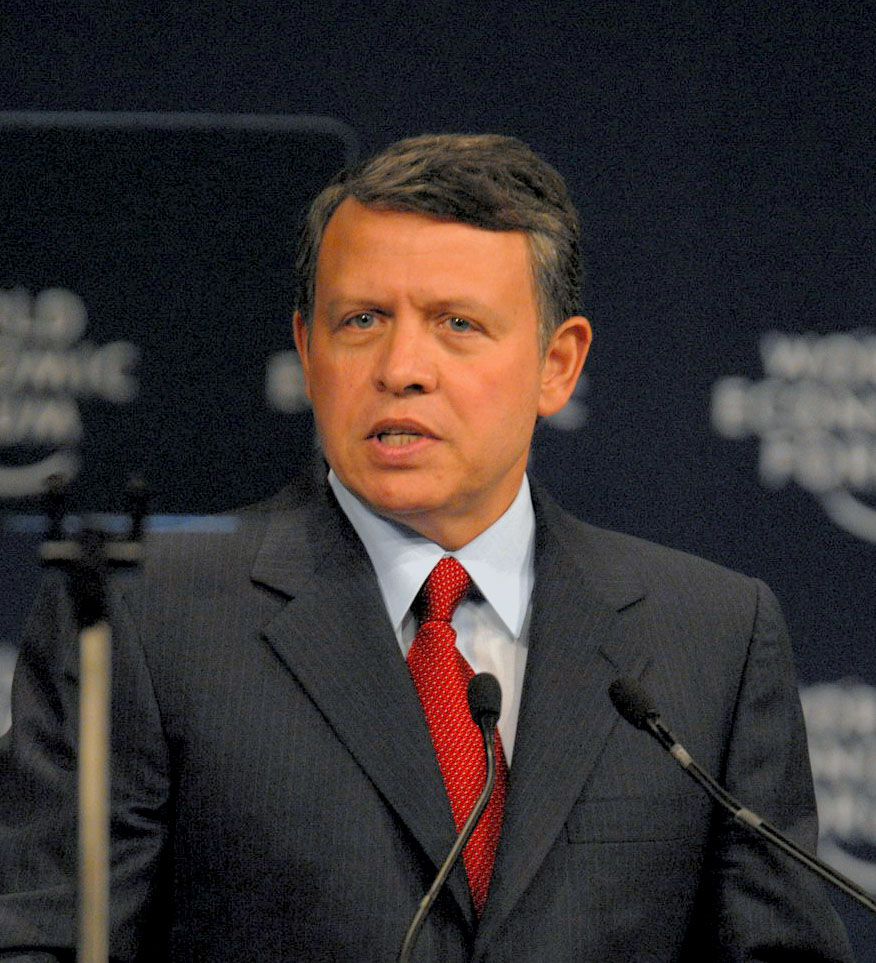
Photographie du roi Abdallah

Une manifestation d'ampleur contre la cherté de la vie et la politique du premier ministre Samir Rifaï a lieu le 26 janvier 2011. Deux jours plus tard, après les prières du vendredi, des manifestations à Amman et dans six autres villes demandent la démission du premier ministre. Les protestataires vont de l'extrême-gauche laïque, aux communistes et aux frères musulmans. Plusieurs manifestations d'ampleur moyenne ont lieu ensuite en soutien aux événements de Tunisie et d'Égypte. Le roi limoge donc son premier ministre qu'il remplace par le général Maarouf Bakhit, qui avait déjà été Premier ministre en 2007. Un nouveau gouvernement est formé le 10 février 2011 qui comprend cinq personnalités de gauche et un membre du front islamique d'action. La liberté d'expression doit, selon ce nouveau gouvernement, être garantie[réf. nécessaire]. Les traitements des fonctionnaires et les soldes des militaires sont augmentés, des réductions de prix de certaines denrées alimentaires, notamment le riz et le sucre, ont lieu, ainsi que pour l'essence. Enfin, 6000 policiers seront recrutés, ainsi que 15 000 autres fonctionnaires. Des financements sont promis pour le développement des régions les plus pauvres.
Le 18 février 2011 à 14h19, une manifestation houleuse a lieu à Amman, où au moins huit personnes sont blessées, après que des partisans du gouvernement ont attaqué plusieurs centaines de jeunes appelant à des réformes politiques. Le roi appelle le gouvernement à des réformes « réelles ».

## Poursuite de la contestation
Les manifestations et la contestation se maintiennent cependant en février et mars 2011, avec peu d’intensité. Trente-six représentants des tribus publient deux manifestes, le 25 février contre la corruption, le 21 mars contre les crimes économiques et la lenteur des réformes.
Un groupe de jeunes militants forme le mouvement des « jeunes du 24 mars », qui appelle à manifester pour le changement, soutenu par le Front islamique (FAI, proche des Frères musulmans). La manifestation du 25 mars 2011 à Amman, sur la place Gamal-Abdel-Nasser, est toutefois durement réprimée, faisant 1 mort et entre 130 blessés et 140 blessés. La semaine suivante, les manifestants ne sont plus que quelques centaines.
Le 15 avril 2011, des affrontements violents opposent des centaines de manifestants islamistes à des manifestants pro-régime à Zarqa. Le bilan est de 83 policiers et 8 manifestants blessés. Dans le reste du pays, d’autres manifestations rassemblent au total 2 000 personnes, dont la moitié dans la capitale, Amman.
Bien que les manifestations continuent jusqu'au mois de juin 2011, elles ont une force limitée. Le roi, s'appuyant sur les recommandations de la commission de dialogue national, profite de la faiblesse de la contestation (400 manifestants à Amman, quelques milliers seulement dans le reste du pays, le 11 juin) 2011 pour annoncer des réformes très limitées dans son discours du 12 juin 2011. Mais dès le lendemain, son convoi est caillassé à Tafileh.
En réponse aux manifestations prolongées, le nouveau premier ministre est de nouveau remplacé en octobre, par Awn Shawkat Al-Khasawneh. Accusé de lenteur face aux réformes, celui-ci démissionne, et le Roi changera de nouveau de Premier Ministre en avril 2012 en la personne de Fayez Tarawneh.